# Epidemia zeroe
Epidemia zeroe är en fjärilsart som beskrevs av Jean Baptiste Boisduval 1869. Epidemia zeroe ingår i släktet Epidemia och familjen juvelvingar. Inga underarter finns listade i Catalogue of Life.